# پروتوروسور
پروتوروسور (نام علمی: Protorosaurus) نام یک سرده از راسته نیاسوسماران است.